# Chikkarangapura, Tiptur
Chikkarangapura là một làng thuộc tehsil Tiptur, huyện Tumkur, bang Karnataka, Ấn Độ.